# Fausto Duarte
Fausto Duarte (Praia, 1903 – Lisboa, 1953) va ser un escriptor capverdià. Fou educat sota el programa colonial oficial d'assimilació, que fou posat en marxa des del 1921 amb l'objectiu d'integrar socialment i políticament alguns elements de les colònies africanes en l'esfera portuguesa. Va ser enviat a la Guinea Portuguesa (ara Guinea Bissau) com a administrador del govern colonial.
El seu primer treball, Auá: Novela negra fou publicat en 1934 i hi descriu els pobles fulbe. Va escriure quatre llibres més i unes memòries.

## Obres
- Auá: Novela Negra (1934)
- O Negro sem Alma (1935)
- Rumo ao Degrêdo (1939),
- A Revolta (1945)
- Foram Estes os Vencidos (1945)